# Battaglia di Mollwitz
La battaglia di Mollwitz fu combattuta il 10 aprile del 1741 fra il regno di Prussia e l'arciducato austriaco; per la prima volta in quella battaglia Federico il Grande si trovò a fronteggiare in campo aperto il potente esercito austriaco; fu un importante scontro della prima guerra di Slesia durante il quale (caso piuttosto raro per l'epoca) unità di fanteria riuscirono vittoriose in campo aperto sulla cavalleria.

## Antefatto
L'anno precedente, approfittando della debolezza militare degli Asburgo, Federico il Grande aveva contestato la legittimità dell'ascesa al trono di Maria Teresa d'Austria e senza neanche dichiarare guerra aveva occupato militarmente la Slesia, già rivendicata da circa un secolo dai suoi predecessori, con un esercito forte complessivamente di circa 90 000 uomini, di cui 7 000 reclutati all'ultimo minuto, 80 000 soldati professionisti ottimamente addestrati tra cui 8 000 cavalieri e 3 000 soldati scelti (i famosi granatieri).

## La battaglia
La battaglia iniziò in una gelida mattina di aprile: l'esercito prussiano, forte di 22 740 uomini, era comandato da re Federico in persona e dal generale Kurt Christoph, conte di Schwerin appena promosso feldmaresciallo, quello austriaco era comandato dal conte di Neipperg e contava oltre 22 000 soldati. La battaglia iniziò e con essa una serie di errori tattici che portano Federico, per un reiterato ritardo nell'attacco e per una conseguente mancanza di spazio di manovra, a formare non un classico fronte compatto con un centro e due ali, ma un fronte obliquo con la cavalleria dell'ala sinistra posta dietro alla seconda squadra centrale e la cavalleria dell'ala destra avanzata rispetto a tutto il resto dell'esercito. Il generale austriaco Conte di Neipperg, che aveva schierato il grosso dell'esercito proprio nel paesino di Mollwitz, vedendo la strana formazione prussiana decise subito, grazie anche alle proprie ali di cavalleria pesante disposte nel miglior modo, di attaccare Federico.
Alle 13.30 Federico diede l'ordine di fuoco ai cannoni, i quali però vennero abilmente evitati dal Neipperg che scartò l'ala destra prussiana e concentrò l'attacco, con una manovra di accerchiamento dell'ala sinistra, sul fianco destro di cavalleria comandato dal tenente generale Von der Schulenburg, scompaginandolo del tutto. Il caos che regnava tra le file prussiane portò verso le 14.00 Federico in una situazione di svantaggio. Obbligato a porsi alla testa dell'11º Reggimento corazzieri, il Re tentò un disperato e inutile contrattacco dal quale riuscì poco dopo a fuggire con grandi difficoltà; il contrattacco fallito regalò agli austriaci tutte le postazioni di artiglieria prussiane rendendo di fatto la battaglia persa. Verso le 14.30 il feldmaresciallo Schwerin consigliava al re prussiano la fuga dal campo verso la cittadina di Oppeln, cosa che Federico finì per fare pur di salvarsi la vita.
Mentre Federico percorreva da solo a cavallo i 52 chilometri che lo separavano da Oppeln e meditava il suicidio, la tanto derisa "parata della guardia berlinese", la fanteria prussiana, riuscì, contro ogni previsione, a ribaltare le sorti della battaglia. Accerchiata da ogni direzione, la fanteria ancora guidata da Schwerin, resistette all'attacco e mentre gli austriaci perdevano veemenza, gli alti granatieri prussiani riuscirono a formare un vero muro difensivo dal quale, con una velocità di fuoco straordinaria, cominciarono le manovre di contrattacco annunciate verso le 16.00 dal rullo di tamburi prussiano. L'intera ala sinistra, comandata dal generale von Kalcstein, con una manovra di accerchiamento, converse a destra sul paesino di Mollwitz, spezzando così lo schieramento austriaco; alle 18.00 gli austriaci annunciavano la ritirata regalando un trionfo ai prussiani, cosa che ne accrebbe la fama militare.

## Federico il Grande e Mollwitz
Mentre i fanti prussiani stravolgevano la convinzione della superiorità della cavalleria in campo aperto, il re, in fuga, rimaneva convinto di essere stato annientato e decise di restare qualche tempo a Oppeln per studiare una tattica da seguire: arrivato alla fortezza, Federico bussò al portone, ignaro del fatto che la fortezza era tornata saldamente in mani austriache ed era presidiata da molti soldati nemici. Il caso volle che i soldati austriaci, non riconoscendo Federico, invece di prenderlo in ostaggio, cosa che avrebbe regalato la vittoria all'Austria, lo cacciarono via impedendogli l'accesso al castello e costringendolo a riparare a Breslavia. Qui, saputo della vittoria riportata, ordinò, per la vergogna provata, di non pronunciare più il nome di Mollwitz, maledicendo inoltre la cavalleria, che infatti da quella battaglia verrà surclassata dalla rinomata fanteria prussiana.